# Ron Kovic
Ronald Ron L. Kovic (Ladysmith,  Wisconsin, 4 de julio de 1946) es un activista antiguerra, veterano de la guerra de Vietnam y escritor estadounidense. Es conocido principalmente como el autor del libro de memorias Nacido el 4 de julio, en el que relata su experiencia en Vietnam y cómo quedó paralítico de la cintura para abajo debido a una herida de bala. La adaptación al cine que se realizó del libro en 1989, dirigida por Oliver Stone y protagonizada por Tom Cruise, se hizo acreedora de un Premio de la Academia en la categoría de Mejor dirección. Kovic recibió el Golden Globe Award por Mejor guion el 20 de enero de 1990, exactamente 22 años después de su accidente en la guerra. También fue candidato a un Premio de la Academia al Mejor guion adaptado.
El músico Bruce Springsteen escribió la canción "Shut Out The Light" después de leer el libro de Kovic y reunirse con él. Tom Paxton, cantante y activista político, escribió al respecto la canción "Nació el cuatro de julio", que se encuentra en su álbum New Songs from the Briarpatch. La actriz ganadora del Premio de la Academia Jane Fonda ha declarado que la historia de Ron Kovic fue la inspiración para su película Coming Home.

## Biografía
Kovic nació en Ladysmith, Wisconsin, y se crio en Massapequa, Nueva York. Fue condecorado por la Marina de los Estados Unidos por haber cumplido dos períodos de servicio en la guerra de Vietnam, donde fue galardonado con la Medalla Estrella de Bronce con "V" dispositivo de valor y el Corazón Púrpura. En combate el 20 de enero de 1968, le dispararon y sufrió una lesión de la médula espinal que lo dejó paralizado desde el pecho hacia abajo. Anteriormente, disparó mortalmente por error a un cabo estadounidense, y participó en una emboscada fallida que acabó con la vida de varios niños en una aldea vietnamita. Estos tres sucesos cambiaron su perspectiva de la guerra y se convirtió en uno de los más conocidos activistas por la paz entre los veteranos de la guerra. Kovic ha sido detenido por protesta política en doce ocasiones. A principios de 1989, Tom Cruise se presentó con su medalla de Estrella de Bronce en el último día de rodaje de Nacido en el Cuatro de Julio para explicar cómo obtuvo el premio por su "valiente imagen de los verdaderos horrores de la guerra".
Oliver Stone contó a la revista Time que Kovic le dio la medalla a Tom por la valentía de haber pasado por esta experiencia en el infierno tanto como cualquier persona puede, sin haber estado allí.
En 1974 Kovic llevó a un grupo de discapacitados en sillas de ruedas, Veteranos de Vietnam, a 17 días de huelga de hambre en el interior de la oficina del senador Alan Cranston en Los Ángeles. Los veteranos protestaron por el pobre trato que daban en los hospitales de Veteranos de Guerra de América y exigieron un mejor trato para el retorno de los veteranos, en una investigación completa de todos los Asuntos de los Veteranos y sus instalaciones, y un cara a cara con el jefe Donald E. Johnson se reveló que la huelga siguió a tal escala que Johnson finalmente tuvo que salir de Washington D. C., y reunirse con los veteranos. La huelga de hambre terminó poco después de eso. Varios meses más tarde dimitió Johnson.
Kovic fue orador en la Convención Nacional Demócrata de 1976, en apoyo de la candidatura de Fritz Efaw a la vicepresidencia de los Estados Unidos. Kovic fue abiertamente crítico con la guerra de Irak. En noviembre de 2003, se unió a las protestas en Londres contra la visita de George W. Bush. Fue el invitado de honor en una recepción por la paz celebrada en el ayuntamiento de Londres por el alcalde Ken Livingstone. Al día siguiente, lideró una marcha de varios centenares de miles de manifestantes en Trafalgar Square, en una enorme manifestación celebrada en protesta por la visita de George W. Bush y la guerra en Irak.

La cicatriz siempre estará ahí de por vida y siempre me recordará esa guerra, pero también se ha convertido en algo hermoso, en fe, en esperanza y en amor. A mí me han dado la oportunidad de pasar mi alma a través de una noche a una nueva tierra, para obtener un entendimiento y el conocimiento de una visión totalmente diferente. Me creen ahora que he sufrido por una razón y de muchas maneras he encontrado la razón de mi compromiso con la paz y la no violencia. Mi vida ha sido una bendición encubierta, aun con el dolor y la gran dificultad de saber que mi discapacidad física continua. Es una bendición hablar en nombre de la paz, para poder llegar a un gran número de personas.
 Ronald L. Kovic, marzo de 2005

En marzo de 2007, Kovic fue hospitalizado en el pabellón Lesión de Médula Espinal Dr. Ernst Bors (Ernst Bors Spinal Cord Injury) de la Administración del Hospital de Veteranos en Long Beach, California, por una enfermedad no revelada. 
El 20 de enero de 2008 Ron Kovic conmemoró el cuadragésimo aniversario de haber sido paralizado a tiros en la guerra de Vietnam.

## Frases célebres
- "Nosotros, los que hemos sido testigos de la obscenidad de la guerra y la experiencia de su horror y de sus terribles consecuencias, tenemos la obligación de elevarnos por encima de nuestro dolor, el sufrimiento y la tragedia, de convertir nuestras vidas en un triunfo".

- "He llegado a creer que no hay nada en la vida de los seres humanos más aterrador que la guerra y nada más importante para aquellos de nosotros que han tenido que compartir su terrible verdad".

- "La guerra no es la respuesta. La violencia no es la solución. Un mundo más pacífico es posible".